# ANXA13
ANXA13 (англ. Annexin A13) – білок, який кодується однойменним геном, розташованим у людей на короткому плечі 8-ї хромосоми. Довжина поліпептидного ланцюга білка становить 316 амінокислот, а молекулярна маса — 35 415.
| 10         |  | 20         |  | 30         |  | 40         |  | 50         |
| ---------- |  | ---------- |  | ---------- |  | ---------- |  | ---------- |
| MGNRHAKASS |  | PQGFDVDRDA |  | KKLNKACKGM |  | GTNEAAIIEI |  | LSGRTSDERQ |
| QIKQKYKATY |  | GKELEEVLKS |  | ELSGNFEKTA |  | LALLDRPSEY |  | AARQLQKAMK |
| GLGTDESVLI |  | EVLCTRTNKE |  | IIAIKEAYQR |  | LFDRSLESDV |  | KGDTSGNLKK |
| ILVSLLQANR |  | NEGDDVDKDL |  | AGQDAKDLYD |  | AGEGRWGTDE |  | LAFNEVLAKR |
| SYKQLRATFQ |  | AYQILIGKDI |  | EEAIEEETSG |  | DLQKAYLTLV |  | RCAQDCEDYF |
| AERLYKSMKG |  | AGTDEETLIR |  | IVVTRAEVDL |  | QGIKAKFQEK |  | YQKSLSDMVR |
| SDTSGDFRKL |  | LVALLH     |  |            |  |            |  |            |

A: Аланін

C: Цистеїн

D: Аспарагінова кислота

E: Глутамінова кислота

F: Фенілаланін

G: Гліцин

H: Гістидин

I: Ізолейцин

K: Лізин

L: Лейцин

M: Метіонін

N: Аспарагін

P: Пролін

Q: Глутамін

R: Аргінін

S: Серин

T: Треонін

V: Валін

W: Триптофан

Задіяний у такому біологічному процесі, як альтернативний сплайсинг. 
Білок має сайт для зв'язування з іоном кальцію, іонами кальцію та фосфоліпідами. 
Локалізований у клітинній мембрані, мембрані.